# Amycle vernalis
Amycle vernalis  (лат.) — вид полужесткокрылых насекомых из семейства фонарницы.

## Распространение
Центральная Америка: США (Луизиана и Северная Каролина).

## Описание
Мелкие и среднего размера фонарницы, отличающиеся необычной формой головы. Длина тела самок 14,5 мм (голова 4,0 мм), основная окраска розово-коричневая с белыми и чёрными отметинами. Головной выступ вытянутый, постепенно сужается у вершины, дорзо-вентрально сплющенный (сверху плоский, снизу выпуклый). Задние голени с 4-5 шипиками. Вид был впервые описан в 1910 году, а его валидность подтверждена в ходе ревизии, проведённой в 1991 году американским энтомологом Луисом Б. О’Брайеном (Lois B. O’Brien; Entomology, Florida A & M University, Таллахасси, Флорида, США).